# Danh sách tiền chấn và dư chấn Động đất và sóng thần Tōhoku 2011

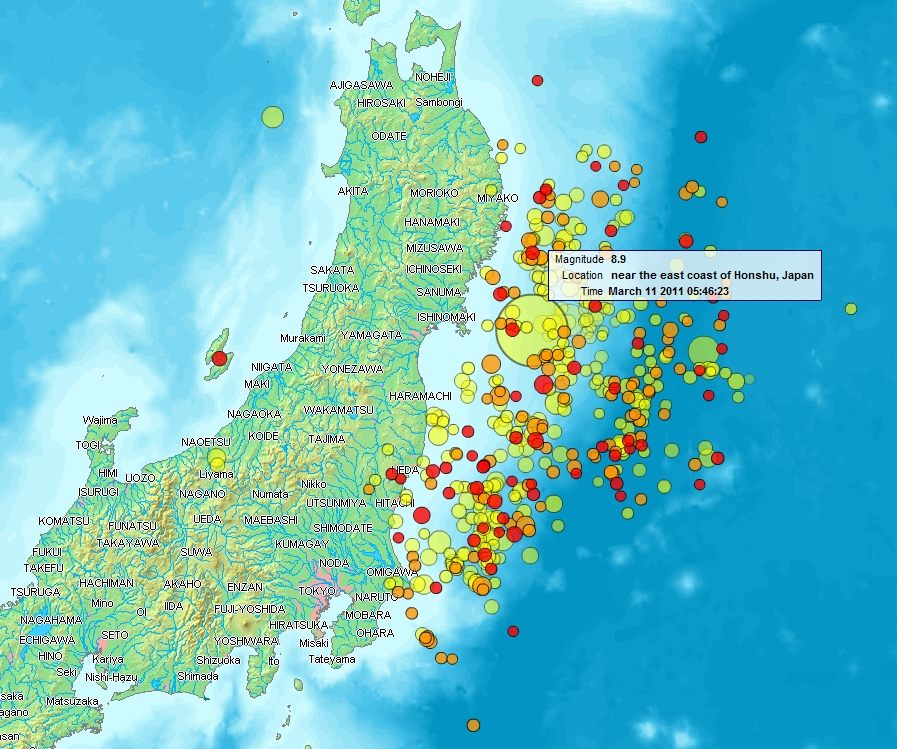
Bản đồ dư chấn của trận Động đất và sóng thần Tōhoku 2011 từ ngày 11 đến 14 tháng 3 năm 2011

Theo Cục Khí tượng Nhật Bản, Nhật Bản đã trải qua hơn 900 cơn dư chấn sau trận động đất và sóng thần Tōhoku với khoảng 63 dư chấn mạnh có cường độ trên 6.0 richter. Dưới đây là Danh sách các tiền chấn và dư chấn Động đất và sóng thần Tōhoku 2011.

## Tiền chấn
| Thời điểm xảy ra | Cường độ địa chấn | Toạ độ                                      | Tâm chấn | Cường độ (thang shindō) | Ghi chú                                          |
| ---------------- | ----------------- | ------------------------------------------- | -------- | ----------------------- | ------------------------------------------------ |
| 2011-03-09 11:45 | MJMA, Mw 7.3      | 38°25′26″B 142°50′10″Đ / 38,424°B 142,836°Đ | 32 km    | 5-                      | Sóng thần cao 55 cm đánh vào cảng Ōfunato, Iwate |
| 2011-03-10 06:23 | Mw 6.4, MJMA6.8   | 38°10′16″B 143°02′35″Đ / 38,171°B 143,043°Đ | 9 km     | 4                       | Sóng thần 11 cm.                                 |

## Động đất chính
| Thời điểm xảy ra | Cường độ địa chấn | Toạ độ                                      | Độ sâu tâm chấn | Cường độ (thang shindō) | Ghi chú                                         |
| ---------------- | ----------------- | ------------------------------------------- | --------------- | ----------------------- | ----------------------------------------------- |
| 2011-03-11 14:46 | Mw 9.1 MJMA 8.4   | 38°19′19″B 142°22′08″Đ / 38,322°B 142,369°Đ | 29 km           | 7                       | Bài chi tiết: Động đất và sóng thần Tōhoku 2011 |

## Dư chấn
| Thời điểm xảy ra    | Cường độ địa chấn | Toạ độ                                      | Độ sâu tâm chấn            | Cường độ (thang shindō) | Ghi chú                                                                                      |
| ------------------- | ----------------- | ------------------------------------------- | -------------------------- | ----------------------- | -------------------------------------------------------------------------------------------- |
| 2011-03-11 15:08    | MJMA 7.4          | 39°49′12″B 139°01′30″Đ / 39,82°B 139,025°Đ  | 32 km                      | 5-                      |                                                                                              |
| 2011-03-11 15:15    | Mw 7.9 MJMA 7.6   | 36°16′B 141°08′Đ / 36,27°B 141,14°Đ         | 43 km                      | 6+                      |                                                                                              |
| 2011-03-11 15:25    | Mw 7.7 MJMA 7.5   | 38°03′B 144°35′Đ / 38,05°B 144,59°Đ         | 19 km                      | 4                       |                                                                                              |
| 2011-04-07 23:32    | Mw 7.1 MJMA 7.2   | 38°15′11″B 141°38′24″Đ / 38,253°B 141,64°Đ  | 42 km                      | 6+                      | 4 người chết, 141 người bị thương.                                                           |
| 2011-04-11 17:16    | Mw 6.6 MJMA 7.0   | 37°00′25″B 140°28′37″Đ / 37,007°B 140,477°Đ | 10 km                      | 6-                      | 4 người chết, 10 người bị thương.                                                            |
| 2011-04-12 14:07    | MJMA 6.4          | 37°03′07″B 140°38′35″Đ / 37,052°B 140,643°Đ | 15 km                      | 6-                      |                                                                                              |
| 2011-07-10 09:57    | Mw 7.0 MJMA 7.3   | 38°02′24″B 143°17′13″Đ / 38,04°B 143,287°Đ  | 23 km                      | 4                       | Sóng thần 10 cm tại Sōma và Ōfunato.                                                         |
| 2012-12-07 17:18    | Mw 7.3            | 37°48′B 144°12′Đ / 37,8°B 144,2°Đ           | 49 km (JMA)l 36 km         | 5-                      | Sóng thần cao 1 m đã đánh vào Ishinomaki, Miyagi.                                            |
| 2013-10-26 02:10    | Mw 7.1            | 37°10′12″B 144°39′54″Đ / 37,17°B 144,665°Đ  | 10 km                      | 4                       | Cảnh báo sóng thần                                                                           |
| 2016-11-22 05:59    | Mw 6.9            | 37°23′35″B 141°23′13″Đ / 37,393°B 141,387°Đ | 9 km                       | 5-                      | Cảnh báo sóng thần từ bờ biển Aomori giáp Thái Bình Dương đến Quần đảo Izu.                  |
| 2021-02-13 23:07:49 | Mw7.1 MJMA 7.3    | 37°41′10″B 141°59′31″Đ / 37,686°B 141,992°Đ | 35 km (USGS) 55 km (JMA)   | 6+                      | Trận động đất đã làm 3 người chết, 186 người bị thương. Mực nước thủy triều có thể thay đổi. |
| 2021-03-20 18:09:45 | Mw7.0 MJMA 6.9    | 38°28′30″B 141°36′25″Đ / 38,475°B 141,607°Đ | 54 km (USGS) 60 km (JMA)   | 5+                      | Cảnh báo sóng thần. 11 người bị thương.                                                      |
| 2021-05-01 10:27:27 | Mw 6.8            | 38°13′48″B 141°39′54″Đ / 38,23°B 141,665°Đ  | 47 km                      | 5+                      | 3 người bị thương.                                                                           |
| 2022-03-16 23:36:33 | Mw 7.3 MJMA 7.4   | 37°42′07″B 141°35′13″Đ / 37,702°B 141,587°Đ | 63.1 km (USGS) 57 km (JMA) | 6+                      | 4 người chết.                                                                                |